# Хождение в Каноссу

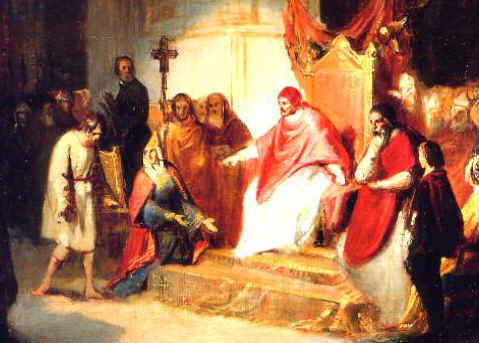
Генрих IV и Григорий VII в Каноссе в 1077, картина Карло Эммануэля

Хождение в Каноссу, или каносское унижение (нем. Gang nach Canossa, Canossagang; итал. l'umiliazione di Canossa) — датированный 1077 годом эпизод из истории средневековой Европы, связанный с борьбой римских пап с императорами Священной Римской империи. Эпизод ознаменовал победу папы Григория VII над императором Генрихом IV. Под хождением в Каноссу понимают само путешествие Генриха IV из Шпейера в папский замок и связанные с ним события, произошедшие в январе 1077 года.

## Историческая справка
В начале своего пребывания на посту папы римского Григорий VII попытался реформировать процесс инвеституры (в Диктате Папы), но встретил противодействие со стороны императора Священной Римской империи Генриха IV. Генрих при этом утверждал, что ратует за сохранение устоявшегося права императоров «вводить в должность» епископов и других священнослужителей. Генрих отказался признавать Григория в качестве папы римского; в ответ Григорий отлучил императора и объявил его правление незаконным. Об отлучении было объявлено в Великопостном синоде 1076 года, в Риме. Григорий заявил также, что ровно через год отлучение станет постоянным и необратимым.

## Путешествие
9 июня 1075 при Лангензальце произошла битва между силами Генриха IV и саксонскими мятежниками, в которой Генрих одержал верх.
Позже, 16 октября 1076 года, в Оппенхайме патриарх Аквилеи и папский легат встретились с германскими князьями. На этой встрече князья принесли клятву не признавать Генриха до тех пор, пока отлучение не будет снято. Стремясь избежать новых восстаний германской аристократии, Генрих понял, что должен встретиться с папой. Следуя предложению своих оппонентов, Генрих назначил Григорию VII встречу в Аугсбурге.
Генрих IV начал свою поездку из Шпейера и, двигаясь к югу, нашёл своё положение ненадёжным. Он по-прежнему пользовался поддержкой простонародья, но знать постоянно угрожала избрать нового правителя. Генриху нужно было срочно закрепить своё положение прежде, чем наступит срок, данный ему папой.
Генрих пересёк Альпы через перевал Мон-Сенис и принял покаяние: надел власяницу и, как утверждается, пошёл босиком. Предположительно, многие из его свиты также сняли обувь. 25 января 1077 года Генрих IV достиг врат Каноссы.

## В крепости
Григорий VII, однако, отказался принять Генриха. Согласно сведениям из первых рук (письмам, которые Генрих и Григорий написали в последующие годы), Генрих ждал у ворот крепости три дня. Всё это время он не снимал власяницы и постился. Считается, что значительную часть этого времени Генрих провёл в деревне у подножия холма, хотя в средневековых источниках этого не утверждается.
28 января ворота открылись, и Генриха впустили в крепость. Средневековые источники сообщают, что он встал на колени перед папой Григорием и просил его о прощении. Григорий простил императора и призвал его вернуться в лоно церкви. В тот же вечер Григорий, Генрих и Матильда Тосканская разделили причастие в соборе святого Николая в крепости, что означало официальное снятие отлучения.
Генрих быстро вернулся к управлению империей, а Григорий и Матильда провели ещё несколько месяцев в крепости и других частях Тосканы. Позже историки выдвигали версию о том, будто между ними существовала любовная связь (в частности, этим обвинением пользовались протестантские историки XVII столетия), но если по этому поводу и существовали какие-либо свидетельства, то до наших дней они не сохранились.

## Историческое значение
Немедленные последствия встречи в Каноссе оказались достаточно малы. Хотя Генрих IV вернулся под покровительство церкви, всем ожиданиям, будто папа поддержит его в качестве законного правителя, не суждено было сбыться. В марте в Форхгайме собралась небольшая группа могущественных саксонских и южногерманских землевладельцев, среди которых были архиепископы Зальцбурга, Майнца и Магдебурга и несколько других епископов. Постановив, что Генрих безвозвратно утратил имперское достоинство, они заочно лишили Салическую династию права передавать императорскую корону по наследству и что «королевский сын, будь он даже положительно достойным человеком, должен стать королём только в результате добровольного избрания» (со слов германского летописца Бруно Саксонского, присутствовавшего в свите архиепископа Магдебургского). Папа Григорий VII поддержал это соглашение. Запрет на правление для Генриха всё ещё оставался в силе, и он оказался втянут в гражданскую войну против герцога Рудольфа Швабского. Григорий VII вторично отлучил Генриха, но тот тем временем выиграл гражданскую войну и двинулся на Рим. Григорий был вынужден бежать, а на его месте оказался Климент III.
Тем не менее значение событий в Каноссе для Германии и Европы в целом оказалось значительно большим. Во время Реформации XVI столетия Генриха IV превозносили как защитника прав и германцев, и противников папы. Многие из лютеран считали его «первым протестантом» и использовали его пример в борьбе против правления, которое они считали тиранией.
Позже в германской истории те же события получили более мирское восприятие: они стали означать отказ Германии подчиняться какой бы то ни было внешней власти (в особенности Римской католической церкви, хотя и не только ей). Отто фон Бисмарк во время своего «культуркампфа» заверил соотечественников: «Мы не отправимся в Каноссу — ни телом, ни духом!», подразумевая под этим свободу от внешнего вмешательства в политическую, религиозную и культурную жизнь страны.
С другой стороны, итальянский философ и политик Бенедетто Кроче назвал Каноссу первой после падения Римской империи ощутимой победой папы, олицетворявшего для итальянских историков XIX века итальянский народ, над германским превосходством. Кроче считал события в Каноссе началом отхода от Италии как части Священной Римской империи к итальянскому Возрождению, в ходе которого Германия к XV столетию утратила власть над северной Италией.

## «Идти в Каноссу»
В наши дни под выражением «идти в Каноссу» чаще всего понимают акт покаяния или покорности. Сходные выражения существуют в немецком: «nach Canossa gehen», в датском, норвежском и шведском: «Canossavandring» или «Kanossagang», французском: «aller à Canossa» и итальянском: «andare a Canossa» языках. Все эти выражения означают покаяние, часто — против воли или вынужденное.
К примеру, Адольф Гитлер использовал это выражение для описания своей встречи с министром-президентом Баварии Генрихом Хельдом, на которой Гитлер, недавно освободившийся из Ландсбергской тюрьмы, просил снять запрет с национал-социалистической партии.
Премьер-министр Израиля Голда Меир осенью 1972 года начала подготовку к визиту в Рим для встречи с папой римским Павлом VI. Выражая стремление прорвать международную изоляцию Израиля, усилившуюся после Шестидневной войны, она заявила, что не собирается «идти в Каноссу» и демонстрировать какую-либо покорность.